# Medalha de Honra ao Mérito Teresa Maciel

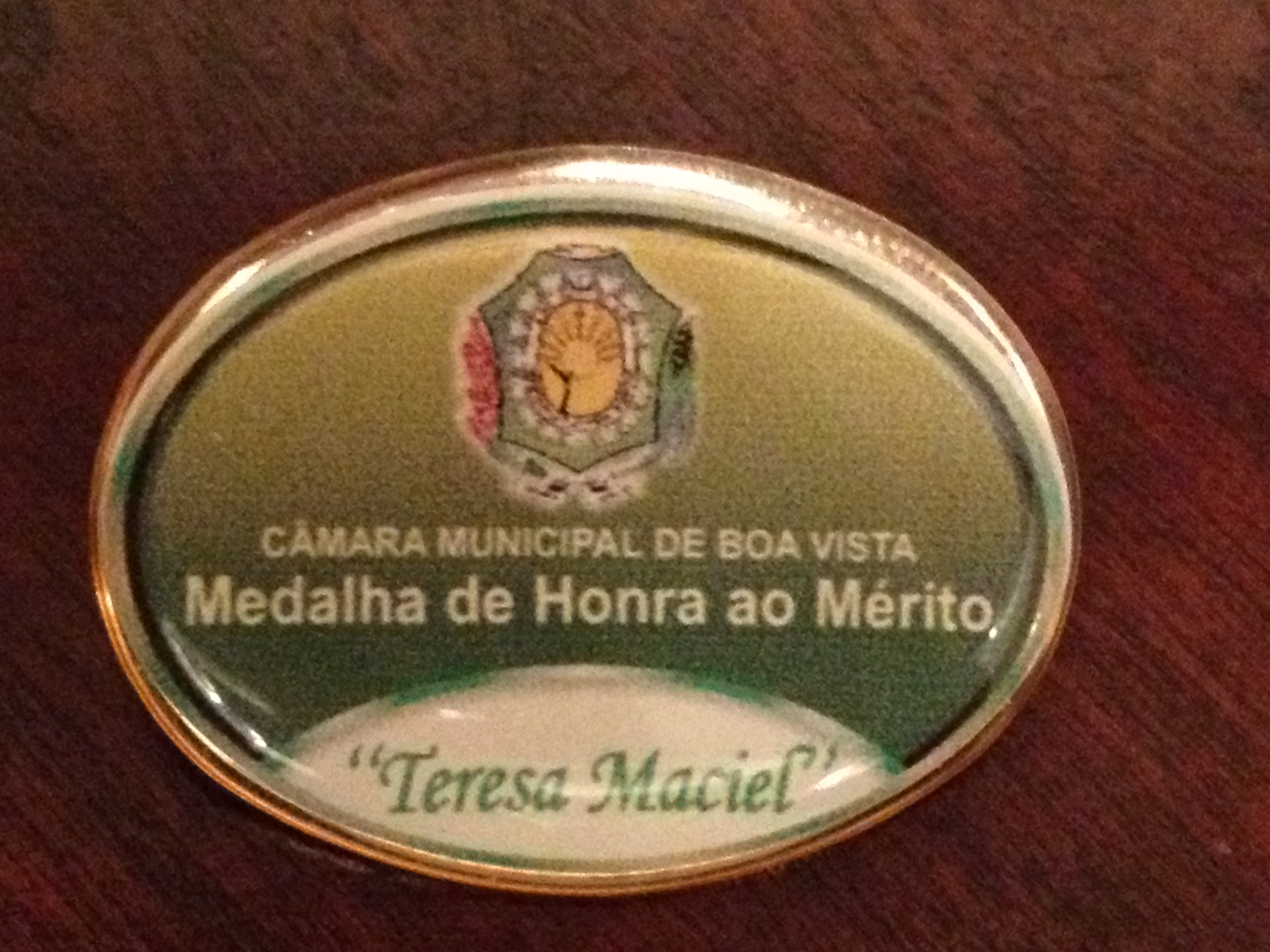
Medalha de Honra Ao Merito Teresa Maciel

A Medalha de Honra Ao Merito Teresa Maciel distinção ou comenda de Honra ao Mérito concedida pela Câmara Municipal de Boa Vista (Roraima, Brasil), criada em 2009 para homenagear mulheres que destacaram-se ao longo da história e, que continuam prestando relevantes serviços à sociedade boavistense.
Teresa Maciel foi a primeira secretária da Câmara Municipal boavistense, lembrada pelos relevantes serviços que realizou àquela Casa Legislativa.

## Agraciados

### 2010
Decreto Legislativo nº 467, de 03 de março de 2010. Nazaré Cruz.
- Dinara Simão
- Elba Marlene Sarmento
- Lídia Coelho Tavares
- Lúcia Ziegler
- Maísa Campos
- Maria Iramir Bento
- Maria Teresa Saenz Surita
- Salete Granjeiro
- Stela Damas
- Sulamires Araújo
- Walbélia Baraúna

### 2011
Decreto Municipal Legislativo nº 493, de 16 de Março de 2011.
- Eunice Altina Pereira Freitas – professora
- Hilda Prill Soares – funcionária pública
- Iara Maria Duarte Da Silva – missionária
- Lucileide Barreto Queiroz – servidora pública
- Maria Helena Veronese - diretora-presidente da Emhur
- Maria Heloisa Maciel da Silveira Paracat - empresária
- Pedrina Da Costa Monteiro - comerciante
- Tânia Maria Vasconcelos Dias De Souza Cruz – presidente do TRE/RR
- Victoria Maria Leão Aquino Botelho – médica

### 2012
- Ana Maria Lima de Freitas [5]
- Ednelza Faria Rodrigues
- Idalina Pires Lima
- Lana Leitão Martins
- Maria de Nazaré Pereira da Silva